# Antoniotto Adorno (doge 1479)
Antoniotto Adorno (Genova, 1479 – Milano, 12 settembre 1528) fu il 45º doge della Repubblica di Genova, l'ultimo storicamente con la carica "a vita". Nel 1513, prima della nomina dogale, ricoprì la carica di governatore genovese per Luigi XII di Francia.
Un suo avo omonimo, Antoniotto Adorno, guidò il dogato per ben quattro volte in un periodo tra il 1378 e il 1396.
Non va neppure confuso con il marchese Antoniotto Botta Adorno (1688-1774), esponente della famiglia patrizia lombardo-ligure dei Botta Adorno, che fu alto ufficiale dell'Impero asburgico e ministro plenipotenziario dei Paesi Bassi austriaci fissati dal trattato di Utrecht.

## Biografia

Stemma nobiliare degli Adorno

Di origine patrizia, fu l'ultimo dei dogi genovesi eletti con carica a vita. È ricordato per aver fatto cacciare da Genova i membri della famiglia Fregoso.
Antoniotto Adorno fu Conte di Rende e San Fiacrioli, Barone di Montalto, Barone di Guardia degli Oltremontani, Signore feudale di molte signorie e Patrizio Genovese. Suo fratello, Gerolamo Adorno, fu duca dell'impero, consigliere intimo dell'imperatore e viene menzionato spesso per le sue abilità politiche.
Antoniotto Adorno, dopo essersi alleato con il re di Francia Francesco I e con la potente famiglia dei Fieschi, si fece nominare vicario del sovrano francese. Abbandonato in seguito dai francesi, strinse alleanza con Carlo V, re di Spagna e Imperatore del Sacro Romano Impero.
Fu eletto doge nel 1522, dopo la sconfitta dei francesi alla Bicocca. In quello stesso anno fece distruggere il porto di Savona per punire quella città che aveva "osato" ribellarsi al potere della Repubblica di Genova.
Nell'agosto 1526 Savona ritornò nelle mani dei francesi, che un anno dopo (19 agosto 1527) occuparono anche Genova, costringendolo ad abdicare e a fuggire dalla città. Riparò dapprima nei suoi feudi in val d'Orba e poi a Milano, dove morì il 12 settembre 1528 e dove fu sepolto nella chiesa di San Francesco Grande, distrutta nel 1798.
Con lui ebbe termine la potenza politica della famiglia Adorno a Genova.
Antoniotto Adorno aveva sposato Anna Pico della Mirandola, figlia di Giovanni Francesco II Pico della Mirandola.